# Highway
Das Wort Highway hat im Englischen zwei verwandte, aber nicht deckungsgleiche Bedeutungen. Zum einen bezeichnet es, als juristischer Fachbegriff, jede öffentliche Verkehrsfläche, die jedermann zur Benutzung offensteht, unabhängig von Größe oder Ausbaugrad der Fläche. In diesem Sinne sind auch ein Fußweg, eine ungepflasterte Nebenstrecke oder der Luftraum „public highways“. In einer zweiten Bedeutung werden, vor allem im englischsprachigen Teil Nordamerikas, alle Hauptverkehrsstraßen, die dem Fernverkehr dienen, als „highways“ bezeichnet. Entgegen verbreiteter Annahme unter Nicht-Muttersprachlern bezeichnet „highway“ in beiden Bedeutungen nicht notwendigerweise eine kreuzungsfreie Schnellstraße ("Freeway") und ist daher keine Übersetzung für den Begriff Autobahn o. dgl. 

Etymologisch leitet sich der Begriff vom altenglischen heahweg ab, was so viel bedeutet wie Hauptstraße, die von Stadt zu Stadt führt. Das Adjektiv high kann also mit main (z. Dt. haupt) gleichgesetzt werden.

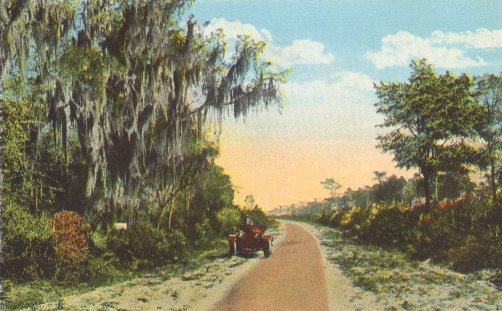
Dixie Highway in Florida (1914)

## Vereinigte Staaten

### Frühe Highways
Die ersten transkontinentalen Autostraßen entstanden nach 1913 und wurden als National Auto Trail bezeichnet. Sie wurden oft nach Präsidenten der USA benannt, zum Beispiel der Lincoln Highway von New York City nach San Francisco oder der Jefferson Highway von New Orleans nach Winnipeg in Kanada. Eine andere bekannte Autostraße war der Dixie Highway von Miami nach Sault Sainte Marie in Michigan. Diese alten Bezeichnungen werden manchmal immer noch verwendet.
Diese Highways wurden durch farbige Bänder an Telefon- und Telegrafenmasten markiert, auf denen farbige Buchstaben den Straßennamen symbolisierten. „L“ stand für Lincoln Highway; „JH“ zwischen zwei blauen Streifen stand für Jefferson Highway; „DH“ in weißen Buchstaben auf rotem Grund stand für Dixie Highway. Andere Straßen wurden nach der Beschilderung benannt, beispielsweise Black Diamond Highway oder Red Arrow Highway.
Ein „Highway“ hat nichts mit hoher Geschwindigkeit zu tun. Früher wurden meistens Dorfstraßen höher gelegt, um sie von Wetterunbill für den Verkehr fahrbar zu lassen. Der „Verkehr“ bestand aus Pferdekutschen und Ochsenkarren.

### United States Highway

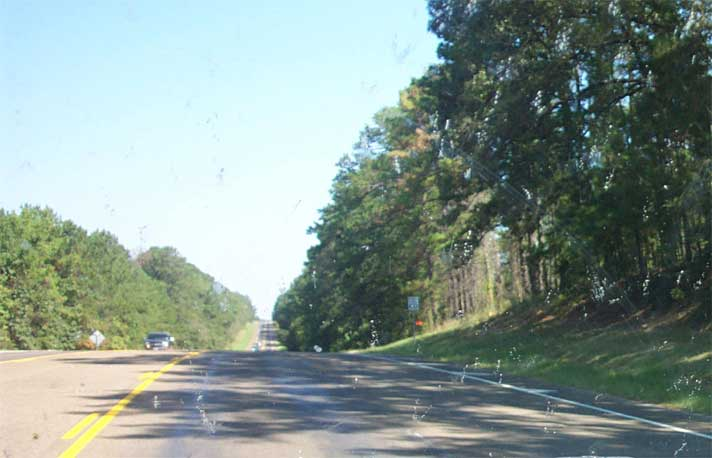
U.S. Highway 96

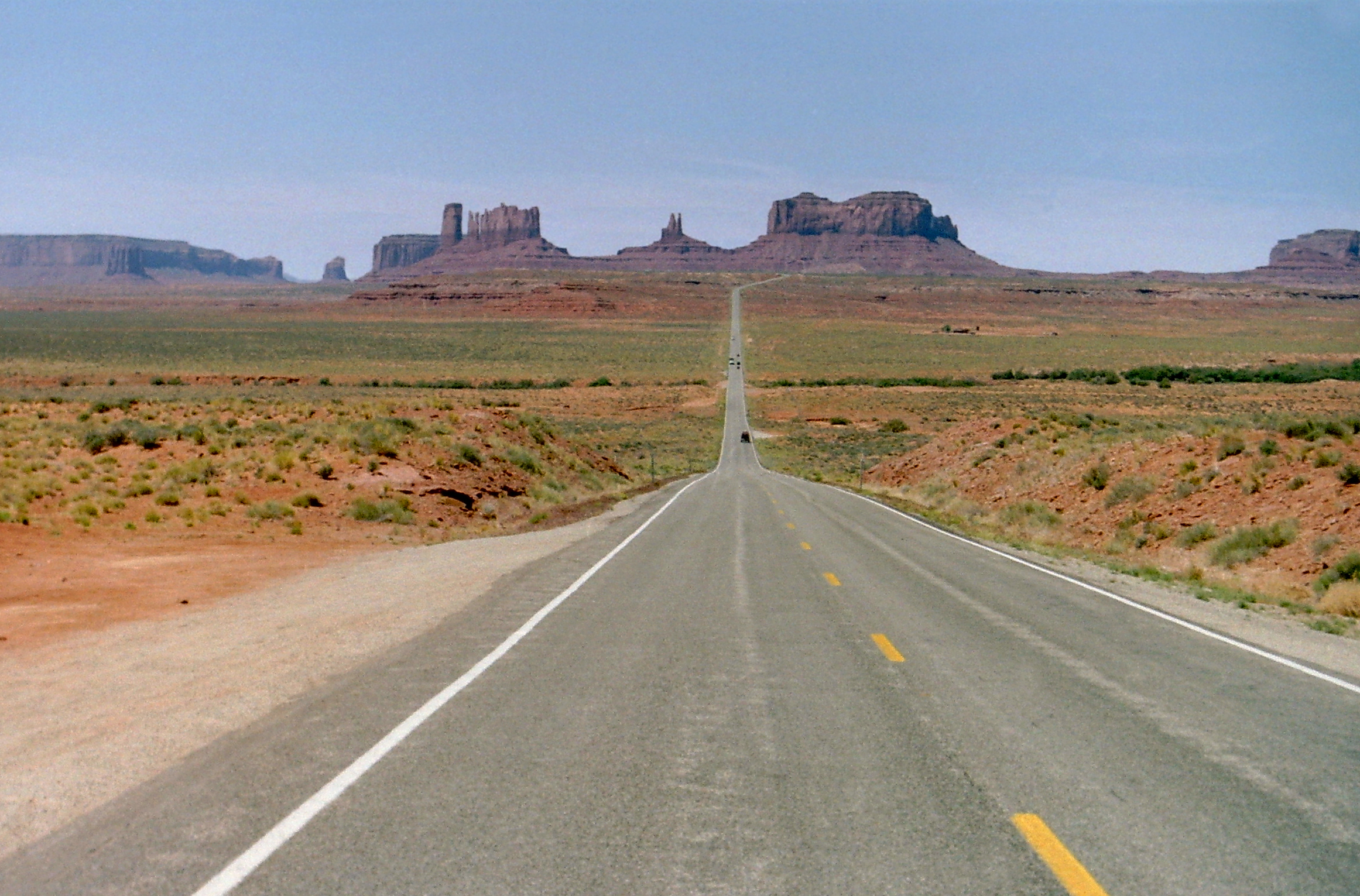
U.S. Highway 163 (Arizona)

Als United States Highway werden die amerikanischen Hauptverkehrsstraßen bezeichnet, die den deutschen Bundesstraßen bzw. Hauptstraßen entsprechen. Teilweise wird auch die Bezeichnung U.S. Route verwendet.
1924 planten Verkehrspolitiker die Einführung eines landesweiten Netzes mit durchgehenden Autostraßen, die als United States Highway bezeichnet wurden. Im folgenden Jahr 1925 wurde eine provisorische Liste der U.S. Highways veröffentlicht. Die endgültige Liste wurde am 11. November 1926 veröffentlicht. Im Jahre 1927 wurden die bisherigen Namensschilder durch Nummernschilder ersetzt, die jedoch in jedem Staat ein anderes Design haben konnten. Viele U.S. Highways führen als Ortsdurchfahrten durch Groß- und Kleinstädte. Die United States Highways werden ebenso wie die State Highways durch den jeweiligen Bundesstaat finanziert.
Der ehemalige U.S. Highway 66 ist wahrscheinlich der bekannteste U.S. Highway. Der längste ist U.S. Highway 20, der von Boston, MA an der Ostküste quer durch den Kontinent über mehr als 5400 Kilometer bis nach Newport, OR am Pazifik verläuft.

### Interstate Highway

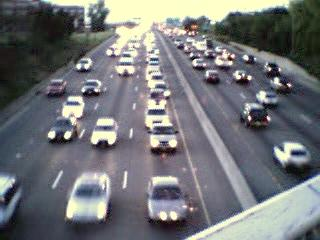
Blick auf den Interstate Highway 25

Das amerikanische Gegenstück zu den europäischen Autobahnen sind die Interstate Highways. Sie umfassten im Jahr 2020 ein Streckennetz mit einer Länge von 78.465 Kilometern (48.756 Meilen). Die ersten Interstates wurden in den 1950er Jahren auf Initiative des damaligen US-Präsidenten Eisenhower gebaut. Auf allen Interstate Highways gibt es Geschwindigkeitsbegrenzungen, die von den jeweiligen Bundesstaaten festgelegt werden.

### Höchstgeschwindigkeit
Die Höchstgeschwindigkeit wird von den Bundesstaaten geregelt. Für die Bundesstraßen und andere zweistreifige Landstraßen galten in unterschiedlichen US-Bundesstaaten verschiedene Regeln. Ursprünglich sollten die Interstate Highways auf ebener Strecke eine Reisegeschwindigkeit von 70 bis 80 mph (113 bis 129 km/h) ermöglichen. 1974 wurde die zulässige Höchstgeschwindigkeit auf 55 mph (89 km/h) abgesenkt, um nach der Ölkrise 1973 Benzin zu sparen. Nach dem Ende der Ölkrise wurde das Tempolimit zur Förderung der Verkehrssicherheit beibehalten („Drive 55 and stay alive!“), was jedoch besonders in den bevölkerungsarmen Flächenstaaten abseits der Großstädte auf wenig Gegenliebe stieß. Zwar hatte der Bund keine Gesetzgebungskompetenz für diese Frage; Staaten, die abweichende Regelungen trafen, drohte jedoch die Einstellung von Bundesgeldern für den Straßenbau, so dass kein Staat ausscherte.
1987 wurde die zulässige Höchstgeschwindigkeit auf Autobahnen außerhalb des städtischen Raums auf 65 mph (105 km/h) angehoben, sofern die Bundesstaaten dies erlaubten; im städtischen Raum sowie auf zweistreifigen Landstraßen wurde 55 mph beibehalten. Ursprünglich sah die Regelung vor, dass Autobahnen, die keine Interstate-Nummer hatten (wie z. B. US 23 in Michigan), noch als Landstraßen behandelt wurden – dies führte zu einigen Umnummerierungen (so entstanden in Illinois die Autobahnen I-39 und I-88, die früher noch als US 51 und IL 88 firmierten). Im Jahre 1995 wurde die Regelung der Höchstgeschwindigkeit vollständig den Bundesstaaten überlassen.
Einige Bundesstaaten erhöhten das Tempolimit auf 70 oder 75 mph (113 bzw. 121 km/h). Der Bundesstaat Montana schaffte das Tempolimit auf Interstate Highways ab und forderte die Autofahrer zu „umsichtiger und vernünftiger“ Fahrweise auf. Diese Regelung wurde wegen ihrer schwammigen Formulierung für verfassungswidrig erklärt und stattdessen ein Tempolimit von 75 mph eingeführt. In einigen Countys des Bundesstaates Texas gilt ein Tempolimit von 80 mph. Ebenso gilt in einigen Bundesstaaten nachts ein niedrigeres Tempolimit als tagsüber.

## Kanada
Das Highway-Netz in Kanada besteht aus dem Trans-Canada Highway und den Highways der Provinzen.

## Australien
Die Highways in Australien bilden bedeutende Verbindungen zwischen den Siedlungszentren im sonst dünn besiedelten Australien.